# کویچی اوشیما
کویچی اوشیما (انگلیسی: Koichi Oshima؛ زادهٔ ۱۷ ژوئن ۱۹۶۷) بازیکن بیس‌بال اهل ژاپن است.
وی در مسابقات کشوری و بین‌المللی در مجموع برندهٔ ۱ مدال نقره، ۱ مدال برنز شده‌است.